# Hyundai Accent
El Hyundai Accent o Hyundai Verna (현대 베르나) és un cotxe subcompacte produït per Hyundai. A Austràlia, els models de primera generació van portar el nom Hyundai Excel utilitzat pel predecessor de l'Accent. L'Accent va ser substituït l'any 2000 pel Hyundai Verna a Corea del Sud, tot i que la majoria dels mercats internacionals, inclosos els EUA, van conservar el nom "Accent". El nom "Accent" és una abreviatura de Advanced Compact Car of Epoch-making New Technology.
L'Accent és produït per al mercat xinès per Beijing Hyundai Co., una empresa conjunta amb Beijing Automotive Industry Corp. Per al mercat rus va ser muntat per la planta de TagAZ a Taganrog fins al 2011, i des del 2011 va ser muntat per la planta HMMR de Sant Petersburg i es va vendre amb el nou nom Hyundai Solaris. A Mèxic, Chrysler va comercialitzar l'Accent fins al 2014 com a Dodge Attitude, abans conegut com Verna by Dodge. A Veneçuela, Chrysler va comercialitzar aquests models com a Dodge Brisa fins al 2006. El Brisa el muntava Mitsubishi Motors a la seva planta de Barcelona, Veneçuela. Des del 2002, l'Accent havia estat el cotxe familiar petit més llarg que es va vendre a Amèrica del Nord. A Puerto Rico, la segona i tercera generació es van vendre com a Hyundai Brio.
El 2008, Hyundai Accent va ser nomenat el cotxe subcompacte més fiable per JD Power and Associates.

## Galeria

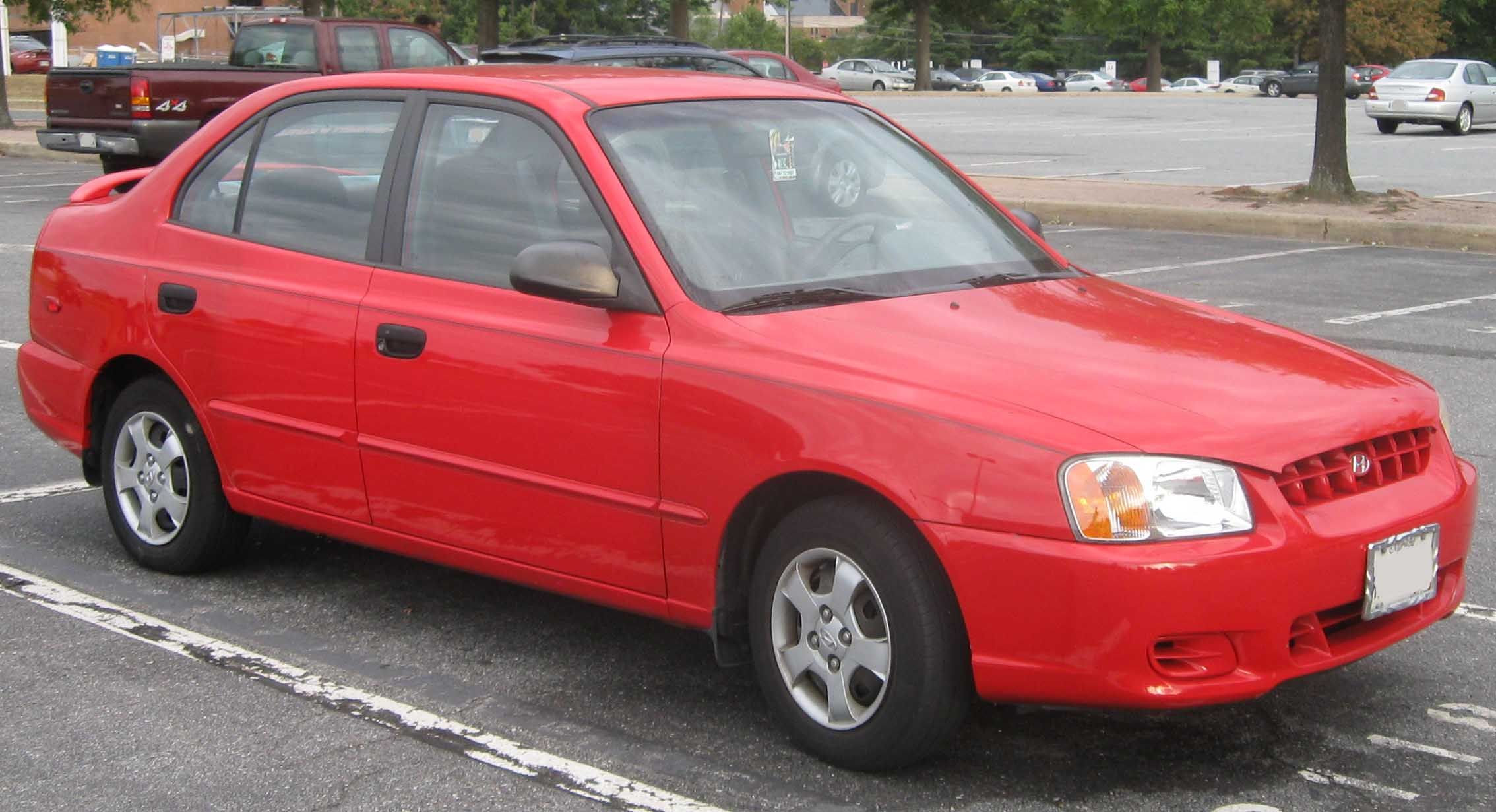
Hyundai Accent LC1
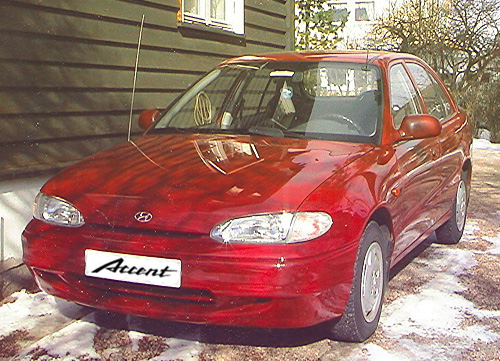
Hyundai Accent X3, 1997
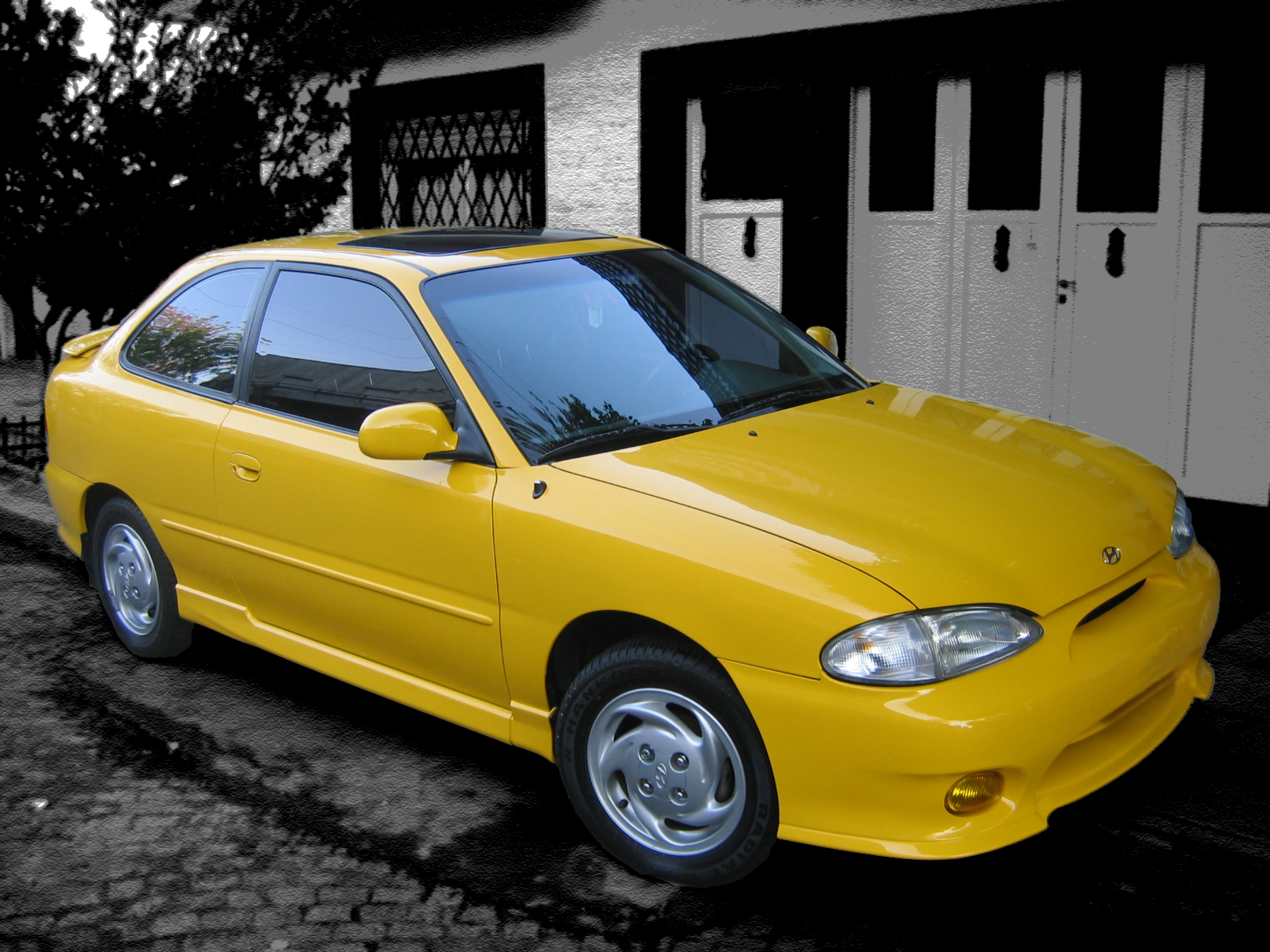
Hyundai Accent GT, 1999
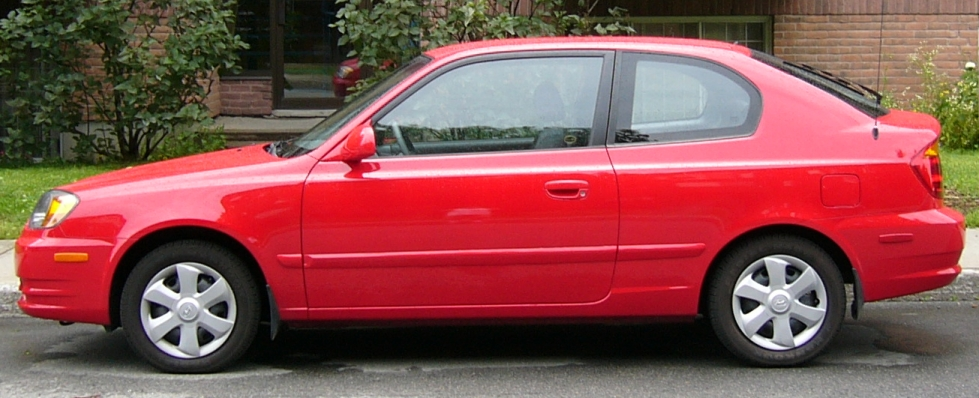
Hyundai Accent LC2, 2006
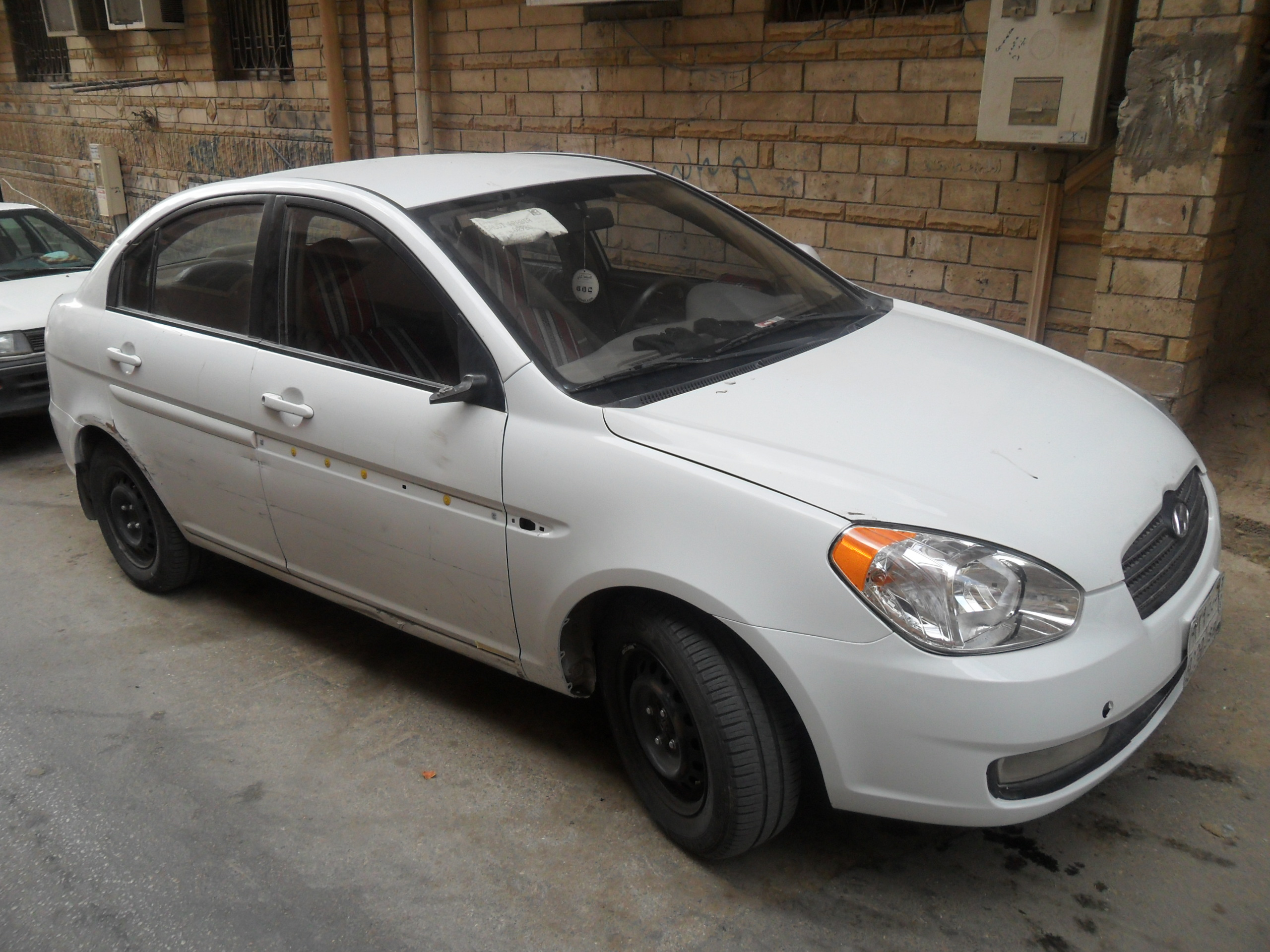
Hyundai Accent 2010 a Riad